# Antonio Pedreira Andrade
Antonio Pedreira Andrade (la Corunya, 1949 – Madrid, 11 d'agost de 2015) va ser un magistrat espanyol, especialment conegut per haver exercit com a instructor de l'anomenat Cas Gürtel.

## Biografia
Nascut a la Corunya el 1949, fou el primogènit de la família Pedreira Andrade. El seu pare Antonio Pedreira, natural de Cerceda (la Corunya), va exercir com a advocat a la Corunya quan Alfonso Molina era alcalde de la ciutat. Va estudiar Dret a la Universitat de Santiago de Compostel·la. Ha estat magistrat del Tribunal Superior de Justícia de Madrid des de 1989, càrrec al que va ser proposat per la Comunitat de Madrid després d'haver treballat durant 17 anys com a lletrat de l'Ajuntament de Madrid en l'Institut de Previsió i 15 com a professor titulat de la UNED de Dret Civil. Va morir l'11 d'agost de 2015 en una residència sanitària del nord de Madrid, on es trobava hospitalitzat per un accident cerebral.
Casat i amb dos fills, li van diagnosticar la malaltia de Parkinson el 1989.

## Trajectòria

### Jutge instructor del cas Gürtel
Pedreira va ser l'instructor, després de Baltasar Garzón Real i abans de Pablo Ruz, del Cas Gürtel. El 27 de juliol de 2011 la Sala civil i Penal del Tribunal Superior de Justícia de Madrid (TSJM) va acordar considerar ferma la inhibició presentada el 8 de juny pel magistrat Pedreira i retornar així la recerca al Jutjat nombre 5 de l'Audiència Nacional, que té Pablo Ruz com a magistrat titular.

### Cas de la visita del Papa a València
A l'abril de 2012 el president del Tribunal Superior de Justícia de Madrid, Francisco Petxina va obrir un expedient al jutge Pedreira, per la no tramitació d'una qüestió de competència negativa davant el Tribunal Suprem per dilucidar quin òrgan —si el Tribunal Superior de Madrid o el de València— havia d'investigar el suborn que Anticorrupció atribueix a Pedro García, exdirector general de Canal Nou en relació amb els contractes irregulars per a la visita del Papa a València al juliol de 2006.

### Altres càrrecs i honors
Va ser membre del Comitè Científic de l'Associació Espanyola de Dret Sanitari, comitè al qual també pertany el professor de dret penal Miguel Baix, advocat de Luis Bárcenas, extresorer del Partit Popular. Va ser president de l'Associació Parkinson Madrid des de juliol de 2009 fins a la seva defunció.